# (449) Гамбурга
(449) Гамбурга  (нем. Hamburga) — относительно крупный астероид главного пояса, который принадлежит к спектральному классу C. Он был открыт 31 октября 1899 года немецкими астрономами Максом Вольфом и Фридрихом Швассманом в обсерватории Хайдельберг и назван в честь немецкого города Гамбург
В 1990-х НАСА рассматривала возможность направления космической миссии к астероиду, в том числе при поддержке McDonald’s.
В июле 2013 года состоялось покрытие астероидом звезды HIP 1424.
По измерениям B. Carry размеры этого астероида чуть меньше — 66,76 км, а масса равняется (1,57 ± 1,40)⋅1017 кг.